# Датско-шведская война (1657—1658)
Датско-шведская война 1657—1658 (дат. Første Karl Gustav-krig, швед. Karl X Gustavs första danska krig) — война между Данией и Швецией; часть Северной войны 1655–60 годов. Война закончилась поражением Дании и заключением Роскильского мира.

## Предпосылки к войне

Скандинавия к началу войны и план датского наступления

К 1657 году шведский король Карл X Густав со своей армией увяз в войнах с Польшей и Россией, и датский король Фредерик III увидел в этом хороший повод вернуть территории, потерянные Данией в ходе предыдущей войны. Собравшийся 23 февраля 1657 года государственный совет Дании выделил значительные средства для мобилизации и на другие военные расходы. 23 апреля Фредерик получил согласие совета на атаку шведских территорий. В начале мая всё ещё продолжавшийся переговоры были прерваны, и 1 июня Фредерик подписал манифест, объясняющий необходимость ведения войны, которая формально была объявлена 5 июня.

## Боевые действия
К началу войны датчане образовали 4 армии:
- у Гамбурга для нападения на шведскую территорию около Бремена;
- у юго-западного берега (Сконе) для операций против Стокгольма;
- в Христиании, для нападения в Бохуслен;
- в Дронтгейме;

всего 45 000 человек, небольшой резерв оставался в Ютландии. В то же время на юге отдельные крепости оставались не занятыми, т. к никто не мог предположить вторжения с юга. Фридрих планировал отобрать у Швеции Бремен и Халланд, а также отменить шведские таможенные права в Эресунне.
Первые бои произошли к югу от Дании. 16 июня 9000 датчан во главе с Андерсом Билле вошли в шведский Бремен и оккупировали этот район.
Главные силы датского флота (40 кораблей) пошли к Борнхольму, небольшой отряд из 7 кораблей расположился у Гётеборга. Предполагалась блокада шведских и финских берегов. Датский король сам пошёл в середине июня с 19 судами под командой вице-адмирала Бьелке в Данциг. Этим он собирался воспрепятствовать Карлу Х перебросить армию из Польши в Швецию или на датские острова, собираясь таким образом отрезать его в Польше. На Эльбе, Везере и в Каттегате были расположены небольшие отряды судов для защиты от шведских каперов. В итоге датские флот и армия к началу боевых действий оказались сильно рассредоточенными.
В это время Карл X, получивший 20 июня в глубине Польши известие об объявлении войны, предпринял форсированный марш с армией в 6000 опытных солдат и уже 1 июля был у Штеттина. В Померании к его армии присоединились дополнительные войска, а затем она двинулась на Гамбург. 18 июля он подходил к гольштейнской границе. 10 августа шведы после четырехдневной осады штурмовали и захватили датскую крепость Итцехо в Гольштейне, а датчане отступили к крепости Фредриксодде в Ютландии. После этого Карл X направился в Висмар, чтобы дождаться там подхода своего флота из Стокгольма, а затем с его помощью высадиться на датских островах и двинуться к Копенгагену.

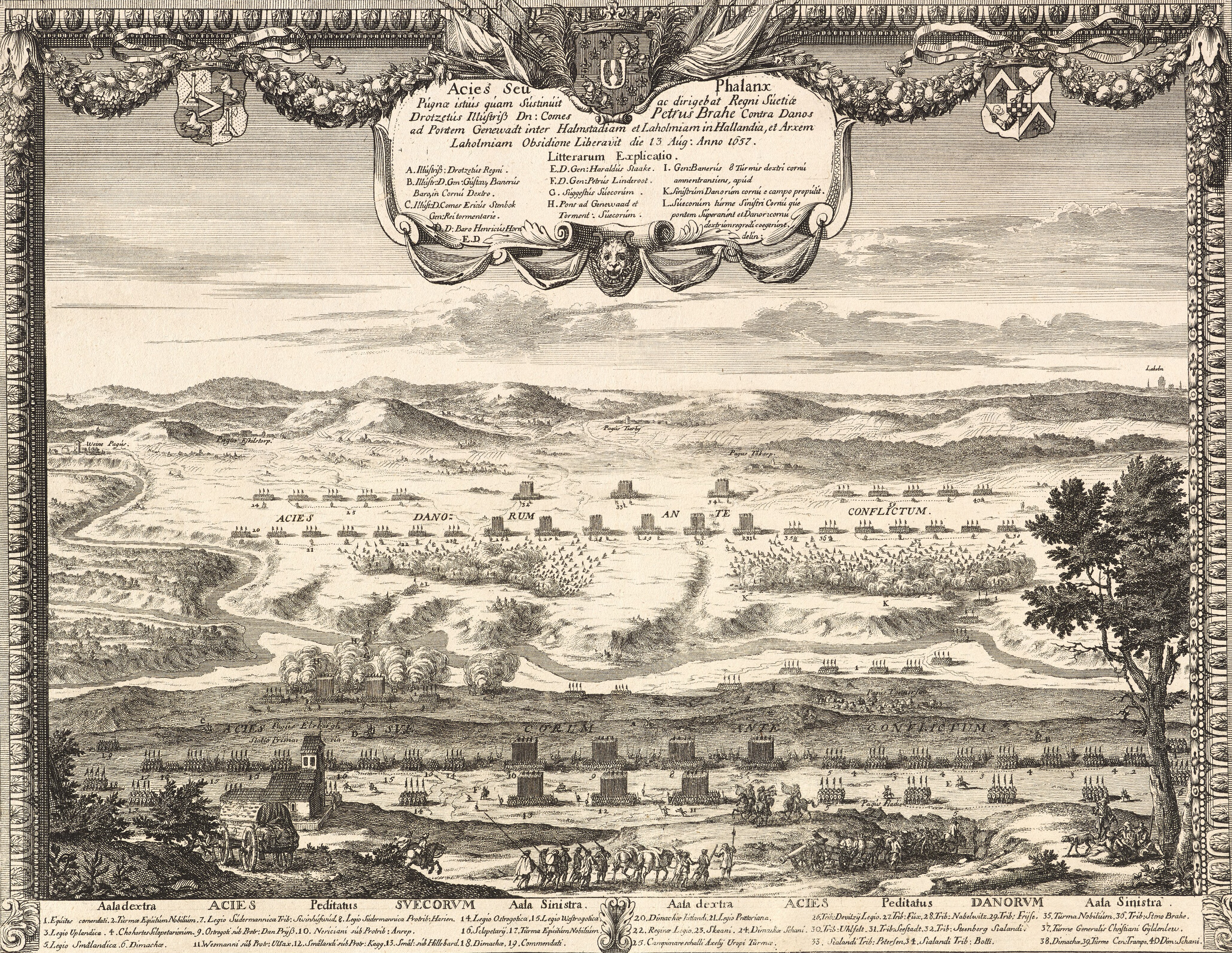
Сражение при Геневадсбро

В это время на территорию датской провинции Сконе вторглись шведские войска Пера Браге, но после неудачи при Энгельхольме, отошли в Халланд. Преследующие датские войска начали осаду замка в Лахольме. 30 августа Пер Браге получил подкрепление, и его силы составили 8000 человек. С ними он перешел в наступление в Халланде, и 31 августа шведские и датские войска встретились сражении при Геневадсбро к северу от Лахольма. Сражение закончилось победой шведов, и датчане отступили.
Ряд военных действий одновременно произошел вдоль норвежской границы в так называемом Краббефейдене. Командующий датскими войсками на юге Норвегии генерал-майор Ивер Краббе летом вторгся в Швецию с целью связать шведские войска и, возможно, окружить Гётеборг. В сражении при Хьяртуме, произошедшем 27 сентября 1657 года, датские войска одержали победу, но после небольшого продвижения, из-за подхода шведских резервов, вынуждены были вернуться в крепость Бохус.

### Действия на море
Когда датский король, стоявший у Данцига, узнал о вторжении врага в Гольштейн, он немедленно сам вернулся в отечественные воды, а также вернул свои морские силы из Северного моря, для защиты островной части своей страны. Хотя шведы контролировали сухопутный путь к крепости Фредриксодде, датчане контролировали морской путь.
Шведы в это время спешно вооружали эскадру в Гётеборге. По плану Карла эта эскадра совместно с английской вспомогательной эскадрой должна была перебросить находившиеся в Висмаре войска на остров Фюн. Главные силы флота, подошедшие из Стокгольма, должны были содействовать высадке сухопутной армии в Зеландию. Одновременно предполагалось начать наступление на материке, в Сконе.
В конце августа шведский флот в составе 39 военных кораблей, включая восемь вооружённых коммерческих судов и двух брандеров, под командованием адмирала Клааса Билькеншерны вышел в море из Даларё, у Стокгольма, и направился на юг. Датский адмирал Бильке, наблюдавший до этого времени в Висмаре за Карлом Х, как только узнал об этом, стал курсировать между Мёном и Борнхольмом. 12 сентября оба флота оказались на виду друг у друга и вступили в сражение. Сражение в виде одиночных стычек, в основном флагманских кораблей, продолжалось два дня и закончилось без больших потерь для обеих флотов. Вечером 13 сентября противники разошлись и удалились для ремонта в Гедсер и Висмар соответственно. Стратегический успех сражения остался за датчанами. Обещанные англичанами силы так и не подошли, и шведская высадка на острова в итоге была приостановлена. 19 сентября датский флот начал блокаду шведского в Висмаре и снял её лишь с наступлением заморозков.

### Попытки наступление на Фюн
Поскольку атака центральной Дании с моря не удалась, Карл X приказал генералу графу Врангелю переправиться у Фредериксодде через Малый Бельт на остров Фюн. Однако приказание вскоре было отменено, и Врангелю было поручено вначале взять Фредериксодде. В октябре шведские войска предприняли штурм Фредериксодде, который был взят с небольшими для шведов потерями. После его завоевания Ютландия оказалась под контролем Швеции.
Вскоре после этого Карл X повторно отдал Врангелю приказ, используя все находившиеся в его распоряжении суда, высадиться в середине декабря на острове Фюн. Однако из-за наступивших морозов король снова изменил свой план, приказав по свежему льду перейти на Фюн. Так как лёд подтаял, экспедиция не состоялась.
В то же время существовали опасения, что война может принять худший для Швеции оборот, если она не будет быстро закончена. Швеция уже находилась в конфликте как с Россией, так и с Польшей, и Бранденбург также находился под угрозой. 9 января 1658 года Карл X, полный нетерпения, прибыл в Киль на военный совет, на котором было решено немедленно наступать на остров Фюн на судах или по льду.

### Марш через Бельт

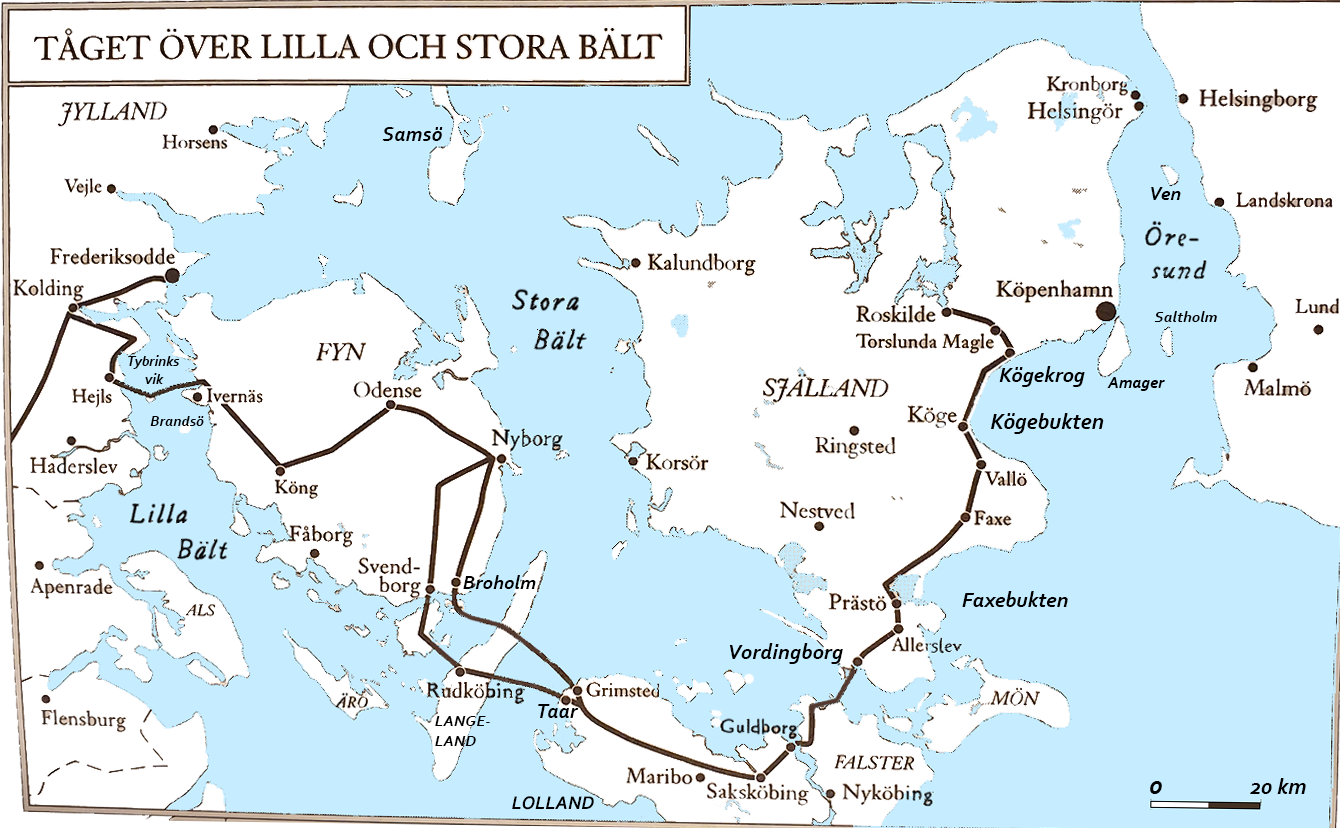
Схема перехода через Бельты

30 января под неприятельским огнём 9 тысяч шведских кавалеристов и 3 тысячи пехотинцев двинулись по слабому льду на Малом Бельте. Шведским кавалеристам удалось перейти по льду севернее Гадерслебена (у Брандсэ) в Ивернес на Фюн, причем два шведских эскадрона провалились под лёд. Вскоре весь остров Фюн был занят. Датскому адмиралу Бредалю, застигнутому с четырьмя судами во льдах гавани близ Ниборга, отбивая ночные нападения шведов, удалось сквозь лёд вытянуться в море. При этом он применил особую тактику, приказав обливать борта водой, которая тут же превращалась в лёд и не позволяла шведам подняться на борт.
По совету Эрика Дальберга из Ниборга шведские войска пошли в Сведенборг, оттуда через Таазинге на Лангеланн, а затем через Большой Бельт на Лааланд. Переход через пролив совершался с неимоверными трудностями и страшным риском провалиться. Трещины во льду закрывались соломой, которая сверху поливалась водой, быстро леденевшей. Несмотря на это, уже 8 февраля шведы были в Зеландии и 15 февраля после форсированного марша достигли окраин Копенгагена. Датчане, думавшие, что шведы начнут наступление весной, запаниковали и согласились на переговоры.  Английский и французский посланники взяли на себя посредническую миссию.

## Окончание войны и её результаты
Датский король был вынужден согласиться на заключение мира на шведских условиях, и 28 февраля в датском городе Роскилле был подписан мирный договор.
Для Дании Роскилльский договор оказался катастрофическим: по нему Швеция получила три провинции на юге Скандинавского полуострова: Сконе, Халланд и Блекинге; остров Борнхольм (позже и остров Вен); норвежские провинции Бохуслен (на юге) и Трёнделаг (в центре).
Дания должна была обязаться не пропускать в Балтику флоты «неприятельских» держав. Английскому посланнику под самый конец переговоров удалось смягчить договор и ввести в него слово «неприятельский», против желаний обеих враждующих сторон.